# Sterrenwacht Midden-Nederland
Sterrenwacht Midden-Nederland (tot 1 november 2014 bekend als Publiekssterrenwacht Schothorst) is een sterrenwacht gelegen in stadspark Schothorst, Amersfoort. De publiekssterrenwacht is in 1986 opgericht.

## Ligging
De sterrenwacht ligt in Park Schothorst, het stadspark wat ligt tussen de wijken Kattenbroek, Schothorst en Zielhorst (Amersfoort) en het dorp Hoogland. De sterrenwacht heeft te kampen met wat lichtvervuiling maar door de locatie in het park valt dit voor de ligging nabij een stad als Amersfoort nog behoorlijk mee. Daardoor kan een op de sterrenhemel geven worden tijdens de kijkavonden die de sterrenwacht regelmatig organiseert.

## Organisatie en doelstelling
Sterrenwacht Midden- Nederland draait volledig op de inzet van vrijwilligers. De sterrenwacht Afdeling Amersfoort is onderdeel van de KNVWS.
Doel van de vereniging is het populariseren van de weer- en sterrenkunde en aanverwante wetenschappen en de beoefening ervan. Aanverwante wetenschappen zijn dan (theoretische) natuurkunde, scheikunde en ook ruimtevaart krijgt aandacht. De sterrenwacht werkt regelmatig samen met vrijwilligers buiten de vereniging.
De sterrenwacht werkt ook samen met het Centum voor Natuur- en Milieu Educatie (CNME) in Amersfoort welke naast de sterrenwacht in Het Groene Huis is gevestigd.
| Jaar | Ledenaantal einde jaar |
| ---- | ---------------------- |
| 2008 | 49                     |
| 2009 | 51                     |
| 2010 | 56                     |
| 2011 | 82                     |
| 2012 | 65*                    |
| 2013 | 62                     |
| 2014 | 62                     |
| 2015 | 68                     |
| 2016 | 70                     |
| 2017 | 72                     |
| 2018 | 80                     |
| 2019 | 80                     |
| 2020 | onbekend               |
| 2021 | onbekend               |
| 2022 | 93                     |

## Activiteiten
Leden van de sterrenwacht stellen het publiek in staat om sterrenkundige verschijnselen te bekijken door bezoekers zelf met een grote telescoop te laten kijken naar bijvoorbeeld de maan, de zon of de planeten. Een of twee keer per jaar is er een basiscursus sterrenkunde aangevuld met, voor de liefhebbers, de praktijkcursus 'De hemel van...'. Nieuw in 2024 is de 'smart telescopes' cursus.
Voor en door de leden zelf worden onder andere activiteiten georganiseerd zoals lezingen, workshops en zijn er werkgroepen voor astrofotografie en radioastronomie.
Tevens wordt ook meegedaan aan de Landelijke Sterrenkijkdagen.

## Instrumentarium
Als hoofdinstrument wordt op de sterrenwacht een 14” SCT telescoop gebruikt die op een vaste montering geplaatst is. De telescoop wordt gebruikt voor het doen van waarnemingen door het publiek en incidenteel voor webcamopnames van maan en planeten. Daarnaast bezit de vereniging nog enkele eenvoudig te bedienen dobson telescopen welke met minimale ondersteuning van leden kunnen worden gebruikt door het publiek tijdens Kijkavonden.
Voor zonwaarnemingen bezit de vereniging twee H-alpha zontelescopen en enkele zgn. witlicht telescopen. Met deze kijkers krijgt het publiek een goed en veilig zicht op de fotosfeer en chromosfeer van de zon.

## Werkgroep Radioastronomie
De werkgroep Radioastronomie is in 2016 aan de slag gegaan om met behulp van een doe-het-zelfradioschotel en een laag budget beelden van de Melkweg vast te kunnen leggen in de 21cm waterstoflijn. Hiervoor gebruiken zij SDR en een zelfgemaakte 180cm radioschotel op een equatoriale montering. In de jaren erna zijn mooie resultaten behaald waarmee de Melkweg in kaart kan worden gebracht op de wijze zoals dit halverwege de vorige eeuw in Nederland werd gedaan. Het project krijgt sinds 2019 landelijke aandacht vanuit de KNVWS.

## Werkgroep Astrofotografie
De werkgroep astrofotografie gebruikt een eigen vaste fotografische opstelling welke ook in de kijkerruimte is opgesteld.